# Le Rainbow Warrior
Pour les articles homonymes, voir Rainbow Warrior.
Le Rainbow Warrior (ou Le Naufrage du Rainbow Warrior) est un film américano-néozélandais de Michael Tuchner sorti en 1992.

## Synopsis
Le film est basé sur l'affaire du Rainbow Warrior, un navire de l'ONG Greenpeace qui a été saboté par deux agents de la DGSE le 10 juillet 1985, alors qu'il mouillait dans le port d'Auckland, lors de la préparation d'un voyage dans le Pacifique pour protester contre les essais nucléaires français. Le film relate l'enquête de la police, qui cherche à découvrir ce qui s'est passé à bord du navire et qui est responsable.

## Distribution
- Jon Voight : Peter Willcox
- Sam Neill : Galbraith Alan
- Bruno Laurent
- Kerry Fox : Joyce Andrea
- Lucy Lawless : Jane Redmond
- Wollner Fritz : un homme de Greenpeace